# 301
| 301                |
| ------------------ |
| Dødsfald - Fødsler |
|                    |

| Gregoriansk kalender | 301 CCCI                |
| Ab urbe condita      | 1054                    |
| Armensk kalender     | I/T                     |
| Kinesiske kalender   | 2997 – 2998 庚申 – 辛酉 |
| Etiopisk kalender    | 293 – 294               |
| Jødisk kalender      | 4061 – 4062             |
| Hindukalendere       |                         |
| - Vikram Samvat      | 356 – 357               |
| - Shaka Samvat       | 223 – 224               |
| - Kali Yuga          | 3402 – 3403             |
| Iransk kalender      | 321 BP – 320 BP         |
| Islamisk kalender    | 331 BH – 330 BH         |

Se også 301 (tal)

## Begivenheder
- I Armenien bliver kristendommen gjort til statsreligion.
- 3. september: San Marino bliver uafhængigt.